# Lesní požáry v Portugalsku 2024
Lesní požáry v Portugalsku v roce 2024 byly sérií více než 1 000 požárů, z nichž nejméně 128 bylo označeno jako ničivé. Rozšířily se ve středním a severním Portugalsku mezi 15. a 20. zářím 2024. Ačkoli byly požáry k 20. září pod kontrolou, úřady a hasiči nadále ještě několik dalších dní zůstávali v pohotovosti. Při požárech shořelo více než 135 000 hektarů půdy a došlo k úmrtí nejméně devíti lidí, mezi nimiž byli čtyři hasiči. Dále si vyžádaly evakuaci několika vesnic a zásah více než 5 000 hasičů s pomocí Evropské unie.

## Lesní požáry
Požáry začaly v polovině září a rozšířily se po středním a severním Portugalsku, přičemž do 16. září bylo hlášeno nejméně 128 samostatných požárů, které spálily asi 10 000 hektarů mezi obcemi severských distriktů Aveiro a Porto. Plameny zasáhly i město Albergaria-a-Velha v distriktu Aveiro a spálily několik domů.
Vznik a rychlé šíření požárů bylo způsobeno „neobvykle suchými podmínkami“ panujícími od 14. do 16. září s teplotami dosahujícími nebo i přesahujícími 30 °C a silnými poryvy větru dosahujícími rychlosti až 70 km/h. Ve stejném období policie v distriktech Aveiro, Leiria, Castelo Branco, Porto a Braga zadržela nejméně 12 lidí pro podezření ze žhářství, které v kombinaci s mimořádným počasím a vysokými teplotami značně zhoršilo rozsah lesních požárů.

## Dopad
Kvůli požárům došlo k úmrtí nejméně devíti lidí, včetně dvou hasiček a jednoho hasiče, kteří byli uvězněni uvnitř vozidla ve městě Tábua v distriktu Combra, a pěti civilistů. Portugalská policie našla tělo oběti lesních požárů, která pracovala v těžařské firmě a při vzniku požáru pomáhala se záchranou materiálu. Nedaleko ve městě Oliveira de Azeméis zemřel při boji s okolními požáry jeden hasič poté, co utrpěl srdeční zástavu. Další dva lidé utrpěli vážná zranění včetně popálenin a dýchacích potíží, což si vyžádalo jejich hospitalizaci. Při likvidaci požárů bylo zraněno dalších 12 hasičů, z nich čtyři těžce. Mezi zraněnými byl i hasič, jehož napadl vlastník jedné z nemovitostí nespokojený se zásahem.
Starosta města Albergaria-a-Velha António Loureiro oznámil, že v obytných a průmyslových částech města zcela shořely čtyři domy a nejméně dvacet dalších bylo ohněm ohrožováno, což si vyžádalo evakuaci několika čtvrtí. Další dva domy byly zničeny v obci Cabeceiras de Basto v distriktu Braga.
Podle údajů Služby Copernicus pro monitorování atmosféry (CAMS) byly se v důsledku lesních požárů v Portugalsku do poloviny září uvolnilo do ovzduší 1,9 megatun uhlíku, čímž bylo překonáno předchozí zářijové maximum z roku 2003, které činilo 1 megatunu.

## Reakce

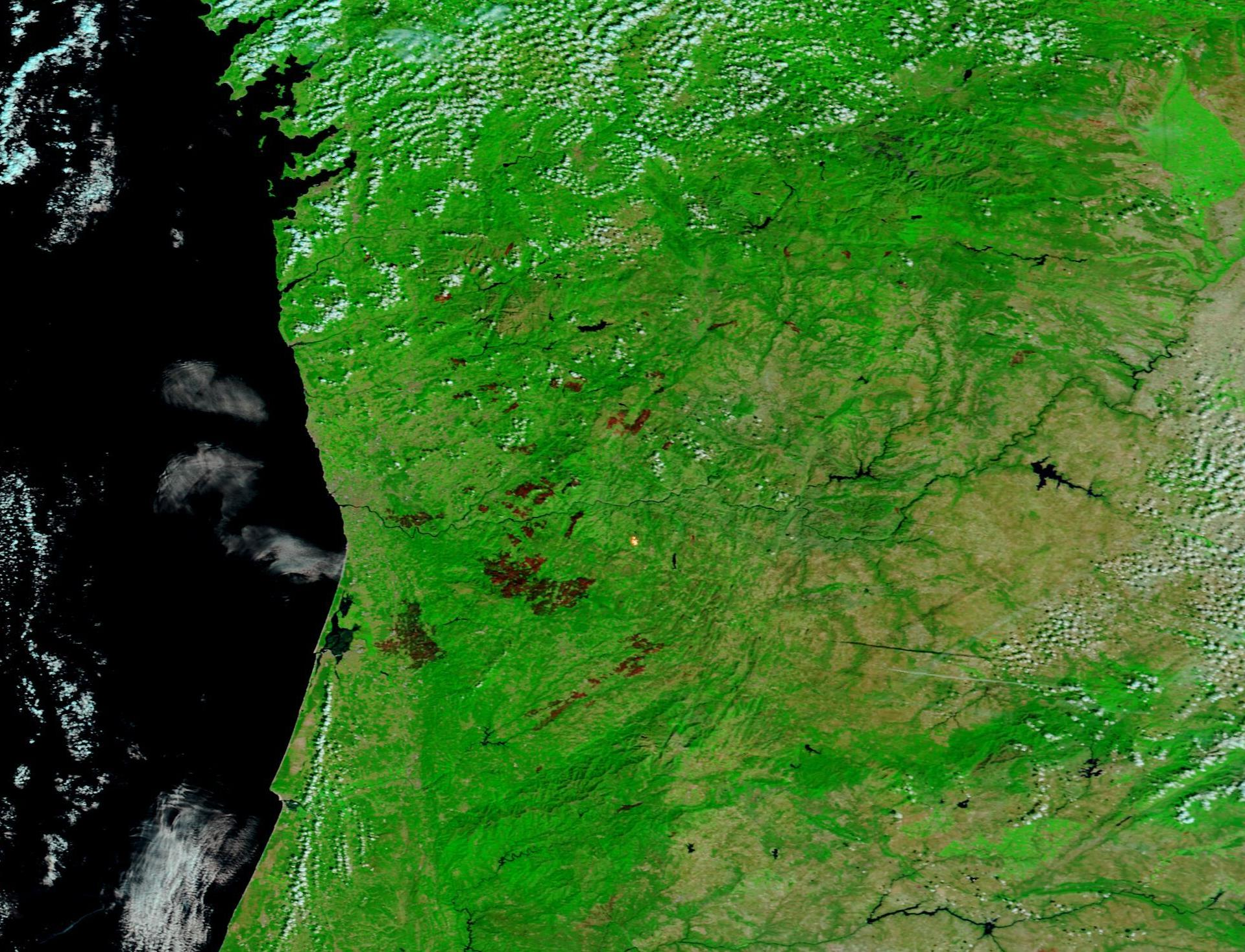
Satelitní snímek ukazuje spálené oblasti v době, kdy již byly požáry pod kontrolou.

V několika zasažených oblastech byl vyhlášen stav ohrožení. Portugalské úřady vydaly příkazy k evakuaci několika vesnic v blízkosti lesních požárů. Úřady také uzavřely několik železničních tratí a silnic v blízkosti probíhajících lesních požárů a hustého kouře, včetně částí hlavní silnice spojující Lisabon a Porto. V distriktu Aveiro bylo nuceno se evakuovat nejméně 70 obyvatel.
Po celé zemi bylo přiděleno k boji s šířícími se požáry více než 5 000 hasičů a 1 500 hasičských vozů. Z toho asi 1 100 hasičů a dvanáct hasičských letadel bylo určeno k hašení čtyř požárů v distriktu Aveiro a jeho okolí, včetně požáru ohrožujícího Albergaria-a-Velha. O osm dalších hasičských letadel požádalo Portugalsko Evropskou komisi v rámci programu RescEU. Španělsko vyslalo dvě letadla, vyslání stejného počtu potvrdilo Řecko, Itálie a dvojnásobek Francie. Předsedkyně Evropské komise Ursula von der Leyen uvedla, že EU „urychleně mobilizuje“, a požádala o vyslání pomoci i ostatní členské státy.